# DI-box

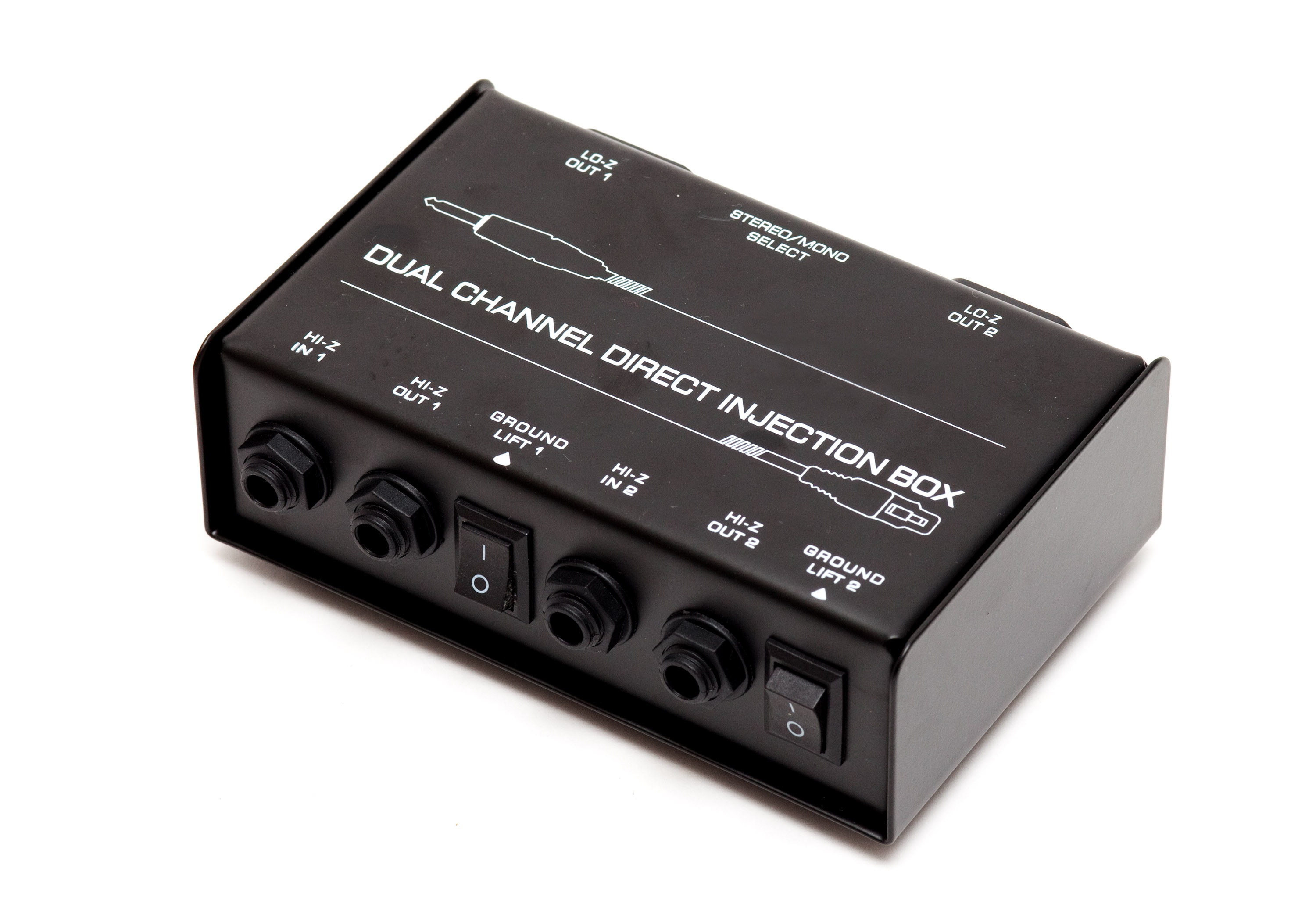
tweekanaals di-box

Een DI-box, ook wel kortweg DI genoemd, is een apparaat dat een lijnsignaal of een ongebalanceerd signaal kan omvormen naar een gebalanceerd signaal, meestal via een XLR-connector. Een DI vormt de hoge impedantie (hi-Z) van het lijnsignaal om naar een lage impedantie zoals dat voor de mengpaneelingang doorgaans wenselijk is. Doorgaans biedt een DI de mogelijkheid om het hi-Z instrumentingangssignaal meteen door te geven voor gebruik van effectapparatuur en podiumversterking.
Enkele voorbeelden zijn het aansluiten van een keyboard of elektrische gitaar aan een mengpaneel. De afkorting staat voor direct injection, hoewel ook andere benamingen wel gebruikt worden, zoals direct input of direct insert. Hiervan is echter geen geschreven bron bekend. De DI-box wordt vaak gebruikt in de (semi)professionele geluidswereld, zowel op podia als in studio's.

## Passieve DI

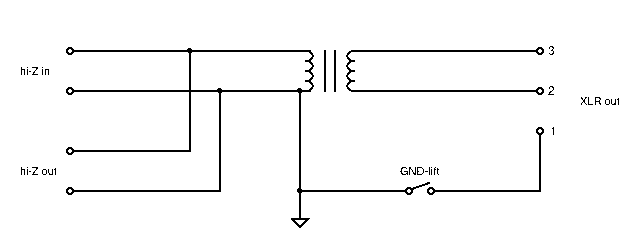
Passieve-DI elektrisch schema

Een passieve DI heeft geen spanning in de vorm van een batterij of fantoomvoeding nodig. Deze kunnen worden gebruikt voor instrumenten met een sterk signaal, zoals keyboards. Een passieve DI gebruikt een transformator voor impedantieaanpassing.

## Actieve DI
Een actieve DI heeft spanning nodig om goed te kunnen werken. Dit kan afhankelijk van het type door een batterij of door de fantoomvoeding van het mengpaneel. De spanning wordt onder meer gebruikt voor het versterken van het signaal, waardoor ook zwakkere signalen goed omgevormd kunnen worden.

## Bediening

### Ground-lift
Zowel de actieve als de passieve DI-boxen kunnen, afhankelijk van het type, uitgerust zijn met een ground-lift. Een ground-lift zorgt ervoor dat de aarde van de input en de output galvanisch gescheiden wordt. Hierdoor kan een aardbrom (50Hz-brom) worden opgelost. De aarde loopt over pen 1 van de connector.

### Pad
Een DI kan uitgerust zijn met padding waarmee het uitgangssignaal verzwakt kan worden. Dit wordt meestal aangegeven in stappen van -20 dB.

### Frequentiekarakteristiek functies
Sommige DI-boxen hebben nog extra functies om de karakteristiek van het signaal aan te passen, om bijvoorbeeld het geluid na te bootsen van een buizenversterker.